# Rodney Mack
Pour les articles homonymes, voir Mack.
Rodney Begnaud (né le 12 octobre 1970 à Lafayette, Louisiane) est un catcheur américain. Il est principalement connu pour son travail à la World Wrestling Entertainment où il a utilisé le nom de ring de Rodney Mack. Il est actuellement sous contrat avec la National Wrestling Alliance où il lutte sous le nom de Damage.

## Jeunesse et débuts dans le catch

### Débuts (1998-2000)
Begnaud est le neveu du Junkyard Dog qui l'a entraîné. Il a ensuite commencé sa carrière en mai 1998 sous son véritable nom à la National Wrestling Alliance (NWA) Southwest, une fédération du Texas où il remporte son premier titre le 27 novembre 1998 où il devient champion poids-lourds du Texas après sa victoire sur Action Jackson et Kit Carson et rend son titre vacant en quittant la fédération le 3 février 1999,. Il y revient et devient une deuxième fois champion poids-lourds du Texas de la NWA le 29 juillet 1999 et rend son titre en septembre.
Le 24 février 2000, il a remporté le titre de champion poids-lourds de la Lonestar Championship Wrestling, une fédération du Texas, après sa victoire sur The New Dr X ; il perd ce titre le 9 juillet,. Entre-temps, il a remporté une troisième fois le championnat du Texas de la NWA le 26 mai et rend le titre vacant fin septembre,. De fin juin à fin octobre, il a travaillé à l'Extreme Championship Wrestling.

## Palmarès

### En arts martiaux mixtes
| 2 combats      | 1 victoires | 1 défaites |
| Par KO         | 1           | 0          |
| Par soumission | 0           | 1          |
| Sur décision   | 0           | 0          |

| Résultat | Record | Adversaire     | Méthode                           | Événement                               | Date        | Round | Temps | Lieu                    | Notes |
| -------- | ------ | -------------- | --------------------------------- | --------------------------------------- | ----------- | ----- | ----- | ----------------------- | ----- |
| Défaite  | 1-1    | Andrew Staples | Soumission (étranglement arrière) | Gladiator Promotions - Summer Knockouts | 8 août 2008 | 1     | 4:38  | Bâton Rouge (Louisiane) |       |
| Victoire | 1-0    | Joe Nameth     | KO technique (coups de poing)     | USA MMA - Lafayette vs. The World       | 7 juin 2008 | 1     | 0:21  | Lafayette (Louisiane)   |       |